# GN-z11
GN-z11 – odkryta w 2016 galaktyka, która do momentu odkrycia galaktyki HD1 była uznawana za najbardziej odległy obiekt o potwierdzonej odległości od Ziemi.

## Odkrycie
Galaktyka została odkryta przez zespół naukowców analizujących dane z dokonanego przez Kosmiczny Teleskop Hubble’a przeglądu nieba Cosmic Assembly Near-infrared Deep Extragalactic Legacy Survey oraz z podobnego przeglądu Great Observatories Origins Deep Survey dokonanego przez Kosmiczny Teleskop Spitzera.
Początkowo w danych obserwacyjnych zidentyfikowano małą próbkę galaktyk, które były kandydatami na obiekty o przesunięciu ku czerwieni z≥9. Z grupy kandydatów wybrano sześć stosunkowo jasnych obiektów, które miały fotometryczne przesunięcie ku czerwieni wynoszące około z=9,2–10,2. Wybrane obiekty zostały zbadane należącym do Hubble’a aparatem Wide Field Camera 3 do spektroskopowego pomiaru światła i jego przesunięcia ku czerwieni, co pozwoliło na dokładniejsze określenie odległości wybranych obiektów.

## Charakterystyka
Galaktyka powstała nie później niż 400 milionów lat po Wielkim Wybuchu, kiedy wiek Wszechświata wynosił nie więcej niż 3% jego obecnego wieku. Światło wyemitowane przez galaktykę potrzebowało 13,4 miliarda lat, aby dotrzeć do Ziemi – jej rzeczywista, współporuszająca się odległość od Ziemi wynosi około 32 miliardów lat świetlnych. Przesunięcie ku czerwieni obiektu wynosi z=11,1.
Widziana współcześnie z Ziemi galaktyka jest 25 razy mniejsza od Drogi Mlecznej, a jej masa wynosi zaledwie 1% masy Drogi Mlecznej, za to tworzy się w niej 20 razy więcej gwiazd – łączna masa powstających corocznie gwiazd wynosi 24±10M☉.
Odkrycie tak stosunkowo dużej i szybko rosnącej galaktyki zaskoczyło astronomów. Nie spodziewano się, że tak masywna galaktyka może zacząć powstawać zaledwie 200–300 milionów lat po tym, jak zaczęły powstawać pierwsze gwiazdy.